# Helina atlantica
Helina atlantica este o specie de muște din genul Helina, familia Muscidae. A fost descrisă pentru prima dată de Tiensuu în anul 1939.
Este endemică în Madeira. Conform Catalogue of Life specia Helina atlantica nu are subspecii cunoscute.